# Les Vieux (chanson)
Pour les articles homonymes, voir Les Vieux.
Pistes de Les Bigotes
Les Bigotes Les Fenêtres
Pistes de Les Bonbons
Les Bonbons La Parlote
Les Vieux est une chanson écrite et interprétée par Jacques Brel. Il l'a co-composée avec ses musiciens Gérard Jouannest et Jean Corti. Elle parait en 1963 en super 45 tours et sur le 33 tours 25cm Les Bigotes, puis en 1966 sur l'album Les Bonbons.

## La chanson
Avec Les Vieux, Jacques Brel brosse un portrait tragique et désespérément obscur de la vieillesse. L'auteur-interprète décrit sans complaisance le quotidien des personnes âgées, de leurs diminutions physiques et intellectuelles, qui n'ont pour présent que la perspective de la mort : « Du lit au fauteuil et puis du lit au lit. » ; « Ils ont peur de se perdre et se perdent pourtant ». 
Brel, en conclusion, évoque le temps qui passe pour tout un chacun et qui rapproche inexorablement de la vieillesse et de la mort : « La pendule d'argent / Qui ronronne au salon / Qui dit oui qui dit non / Et puis qui nous attend ».
Le texte a la particularité d'être composé de vers de 18 pieds qui rythment le mouvement de l'horloge.
La chanson rencontre le succès auprès du public francophone et aussi dans plusieurs pays étrangers[réf. nécessaire].
Jacques Brel a été inspiré par la dégradation de la santé de ses parents qui sont morts la même année, en 1964.
Le parolier Pierre Delanoë a écrit la chanson Les Vieux Mariés (interprété par Michel Sardou en 1973), en opposition à la chanson de Brel, à qui il reprochait de dresser un tableau trop noir du troisième âge.

## Discographie
1963 :
- 45 tours promotionnel Barclay 60 376 : Les Vieux, Les Toros[2]
- super 45 tours Barclay 70 556 M : Les Toros, Les Fenêtres, La Fanette, Les Vieux[3]
- 33 tours 25cm Barclay 80 186[4] Les Bigotes

1966 :
- 33 tours 30cm Barclay 80 322 S[5] Les Bonbons

Discographie live :
1964 :
- 33 tours 25cm Barclay 80 243 S[6] Olympia 1964
- voir également, le double CD Olympia 1964 - 1966, parut en 2016.

## Reprises et adaptations

### Reprises
- En 1998, Têtes raides reprennent ce titre sur l'album hommage Aux suivant(s)
- En 2007, Florent Pagny reprend Les Vieux sur l'album Pagny chante Brel
- En 2012, Ousanousava reprend cette chanson dans son album de reprises Ces artistes qui nous lient : de Brassens à Nougaro[7].
- En 2016, la chanteuse brésilienne Dom La Nena la reprend dans son EP Cantando.

### Adaptations
Laurika Rauch, Camille O'Sullivan en font une reprise en anglais The Old Folks.